# Dexter Nai
Andrés Alonso Sánchez conocido artísticamente como Dexter Nai (Bogotá, 29 de agosto de 2006) es un escritor y guionista colombiano, reconocido por su película de 2023 This is colombia HPTA!, con la que debutó en el cine colombiano.

## Carrera
Nació en la ciudad de Bogotá y desde su infancia mostró inclinación por la lectura, actividad que lo llevó a desarrollar un interés temprano por la escritura narrativa. Durante su adolescencia escribió numerosos cuentos cortos, algunos de los cuales circulaban en entornos escolares y comunitarios, aunque sin publicación formal.
En 2021, a los 13 años, escribió el guion del cortometraje En el cielo nos encontraremos, una historia de corte dramático centrada en temas de pérdida y reencuentro. Este proyecto marcó su primer ejercicio guionístico con estructura cinematográfica, aunque fue realizado de forma independiente y con recursos limitados.
Cuatro años después, en 2023, colaboró en el guion del largometraje This is Colombia HPTA!, una producción que abordaba aspectos de la vida urbana colombiana desde una mirada crítica y juvenil. Su participación en este proyecto lo posicionó como uno de los guionistas más jóvenes en ser acreditado en una producción de ese alcance en el país.
Su trabajo se caracteriza por una narrativa introspectiva y por el uso de recursos visuales simples que priorizan el desarrollo emocional de los personajes. Hasta la fecha, su carrera ha estado vinculada a proyectos de bajo presupuesto, lo que ha condicionado un enfoque creativo con énfasis en la escritura como punto central de la producción audiovisual.

## Filmografía destacada

### Cine y televisión
- 2025 - Johanne Sacreblu (editor) [4]
- 2024 - Un matrimonio perfecto (guionista)
- 2023 - This is colombia HPTA! (guionista) [5]
- 2021 - En el cielo nos encontraremos (guionista)